# LX Puchar Gordona Bennetta (balonowy)
60. Puchar Gordona Bennetta – zawody balonów wolnych o Puchar Gordona Bennetta, które rozpoczęły się 18 września 2016 roku w Gladbeck.

## Uczestnicy
Wyniki zawodów.
| Zajęte miejsce | Balon  | Załoga pilot pomocnik pilota            | Kraj              | Czas lotu [h] | Odległość [w km] | Miejsce lądowania Miejscowość (Państwo) |
| -------------- | ------ | --------------------------------------- | ----------------- | ------------- | ---------------- | --------------------------------------- |
| 1.             | HB-QKF | Kurt Frieden Pascal Witprächtiger       | Szwajcaria        | 58:12         | 1803,40          | Stavros (Grecja)                        |
| 2.             | HB-QRV | Nicolas Tièche Laurent Sciboz           | Szwajcaria        | 51:06         | 1589,95          | Cortone (Włochy)                        |
| 3.             | EC-MAK | Anulfo Gonzalez Angel Aguirre           | Hiszpania         | 49:03         | 1585,91          | Cortone (Włochy)                        |
| 4.             | N505HY | Barbara Fricka Peter Cuneo              | Stany Zjednoczone | 40:55         | 1031,83          | Brufa (Włochy)                          |
| 5.             | D-ORZL | Gerald Stürzlinger Wolfgang Spät        | Austria           | 42:40         | 887,13           | Campestre-et-Luc (Francja)              |
| 6.             | D-OABD | Mateusz Rękas Jacek Bogdański           | Polska            | 42:24         | 810,78           | Valréas (Francja)                       |
| 7.             | D-ORON | Philippe De Cock Geert Peirsman         | Belgia            | 33:45         | 806,76           | Lesignano De'Bagni (Włochy)             |
| 8.             | F-PPGB | Vincent Leys Christophe Houver          | Francja           | 33:08         | 774,62           | Saillans (Francja)                      |
| 9.             | SP-BMZ | Krzysztof Zapart Bazyli Dawidziuk       | Polska            | 42:58         | 747,34           | Virginia cal Tidone (Włochy)            |
| 10.            | D-OTLI | Wilhelm Eimers Matthias Zenge           | Niemcy            | 41:44         | 663,65           | Savigny (Francja)                       |
| 11.            | F-PALL | Benoît Pelard Benoît Péterlé            | Francja           | 40:47         | 662,43           | Savigny (Francja)                       |
| 12.            | F-PPSE | Pascal Joubert Harve Moine              | Francja           | 19:33         | 551,60           | Bournens (Szwajcaria)                   |
| 13.            | G-CGOZ | John Rose Cliver Bailey                 | Wielka Brytania   | 33:05         | 497,69           | Savigny-sous-Mâlain (Francja)           |
| 14.            | D-OGYN | Dr. Heinz-Otto Lausch Dr. Marion Lausch | Niemcy            | 33:14         | 468,55           | Battrans (Francja)                      |
| 15.            | D-OENH | Himke Hilbert Dominik Haggeney          | Niemcy            | 18:40         | 439,70           | Montreux-Château (Francja)              |
| 16.            | D-OWML | Robertas Komza Laurynas Komza           | Litwa             | 19:22         | 427,20           | Romagny-sous-Rougemont (Francja)        |
| 17.            | PH-KTS | Risen Jurg Ron van Houten               | Holandia          | 17:52         | 423,83           | Meurcourt (Francja)                     |
| 18.            | D-OMFE | Mark Sullivav Cheri White               | Stany Zjednoczone | 17:02         | 401,12           | Heiteren (Francja)                      |
| 19.            | D-OWBA | Andy Cayton Christian Schoemig          | Stany Zjednoczone | 32:47         | 364,20           | Rombach-le-Franc (Francja)              |
| 20.            | D-OCOX | Jurgen Dobbel serem Gino Ciers          | Belgia            | 17:15         | 359,34           | La Salle (Francja)                      |
| 21.            | D-OLVE | Jan Thijs Reginald Geerinck             | Belgia            | 16:48         | 289,62           | Goin (Francja)                          |
| 22.            | D-OFVA | Dariusz Brzozowski John Wallington      | Australia         | 9:05          | 147,53           | Auw bei Prüm (Niemcy)                   |
| 23.            | D-OCFT | Paul Spellward Colin Butter             | Wielka Brytania   | 8:31          | 130,94           | Bütgenbach (Belgia)                     |
| 24.            | HB-QPJ | Walter Geschwendtner Ernst Tschuppert   | Szwajcaria        | 8:04          | 129,00           | Limbourg (Belgia)                       |